# Station Katlenburg
Station Katlenburg (Haltepunkt Katlenburg) is een spoorwegstation in de Duitse plaats Katlenburg, in de deelstaat Nedersaksen. Het station ligt aan de spoorlijn Northeim - Nordhausen.

## Indeling
Het station beschikt over twee zijperrons, die niet zijn overkapt maar voorzien van abri's. Rondom het station zijn er een aantal parkeerplaatsen en fietsenstallingen. Daarnaast heeft het station twee bushaltes, één aan de noordzijde en één aan de zuidzijde.

## Verbindingen
De volgende treinseries doen het station Katlenburg aan:
| Serie | Treinsoort                   | Route                                                                                                   | Bijzonderheden                                                         |
| ----- | ---------------------------- | --- | ---------------------------------------------------------------------- |
| RB 80 | Regionalbahn (DB Regio Nord) | Göttingen – Northeim (Han) – Katlenburg – Herzberg (Harz) – Bad Lauterberg im Harz Barbis – Nordhausen  | Eenmaal per twee uur                                                   |
| RB 81 | Regionalbahn (DB Regio Nord) | Nordhausen – Bad Lauterberg im Harz Barbis – Herzberg (Harz) – Katlenburg – Northeim (Han) – Bodenfelde | Eenmaal per twee uur; versterkingsritten tussen Bodenfelde en Northeim |